# Décharge luminescente

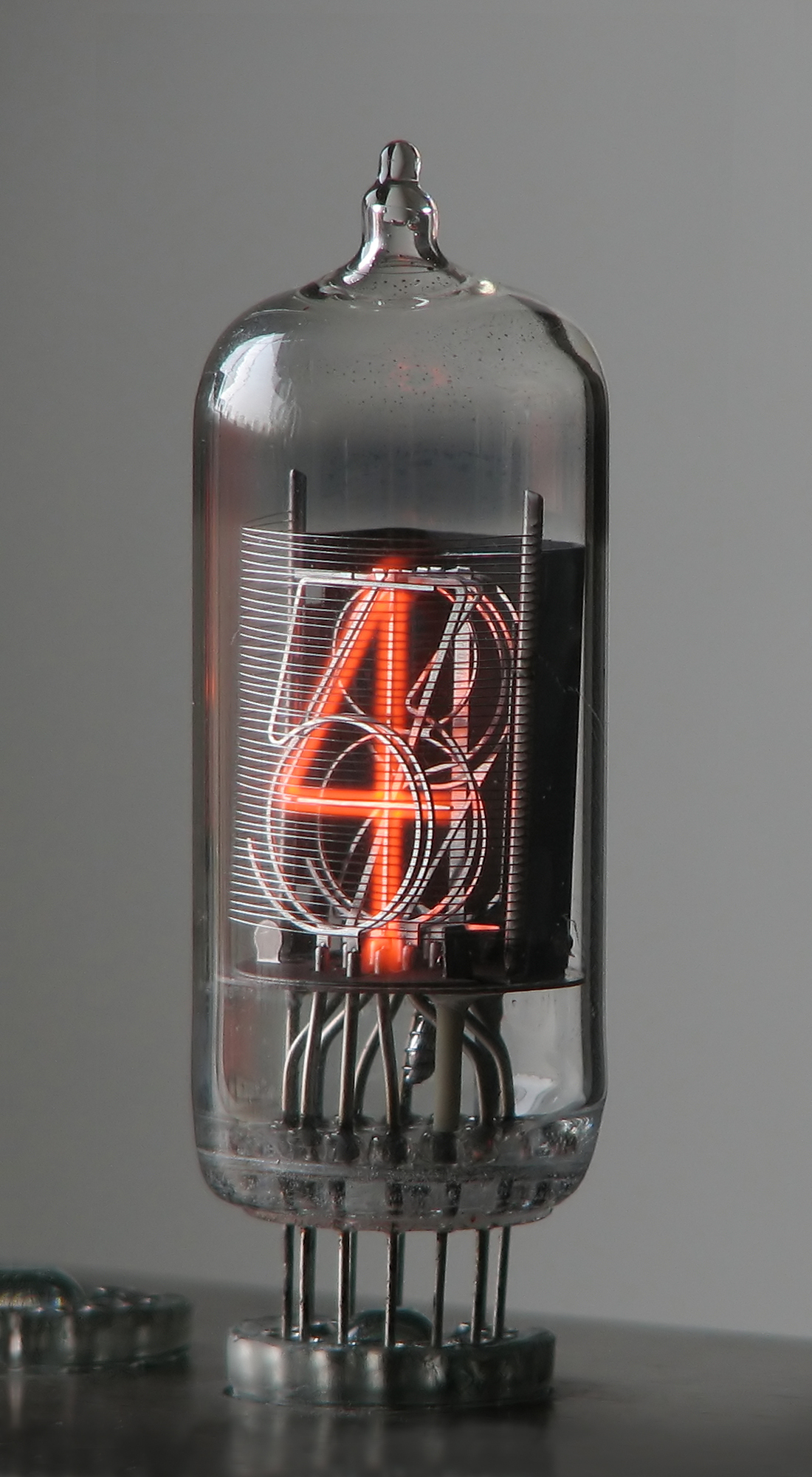
Décharge luminescente autour de la cathode d'un tube Nixie

Une décharge luminescente est un plasma formé par le passage d'un courant électrique de tension allant de 100 volts  à plusieurs kilovolts, au travers un gaz à basse pression, tel l'argon ou un autre gaz noble. Ce phénomène est utilisé dans des produits commerciaux tels la lampe néon et l'écran à plasma, ainsi que dans les sciences physiques de l'état plasma et la chimie analytique.
Les premiers appareils basés sur ce phénomène ont été construits par Heinrich Geissler à partir de 1857. Le tube de Geissler est un des premiers tubes à décharge électriques expérimentaux.